# المغربي التبريزي
المغربي التبريزي (749 - نحو 809 هـ) هو شاعر فرسي.
هو شمس الدين محمد بن عز الدين بن عادل بن يوسف التبريزي النائيني، المعروف بشيرين، والمشهور بالمغربي لكثرة مقامه في بلاد المغرب.
ولد في نائين، وقيل في إحدى قرى تبريز سنة 749 هـ. أخذ التصوف عن الشيخ إسماعيل السيسي. توفي في اصطهبانات (من أعمال شيراز)، وقيل في تبريز سنة 808 هـ، وقيل سنة 809 هـ، وقيل 819 هـ.

## آثاره
كان ينظم الشعر باللغتين العربية والفارسية، وله تصانيف منها: «جام جهان نما» و «نزهت ساسانية» و «مرآة العارفين» و «درر الفريد في معرفة التوحيد» و «أسرار فاتحه» و «سبحان رب العزة عما يصفون».